# Trương Minh Nhật Quang
Trương Minh Nhật Quang sinh ngày 20 tháng 2 năm 1965 tại ấp Phú Trinh, Phan Thiết, tỉnh Thuận Hải nay là thành phố Phan Thiết tỉnh Bình Thuận. Cha ông là nhà nghiên cứu Hà Tiên Trương Minh Đạt, mẹ ông là nhà văn, nhà giáo Nguyễn Phước Thị Liên, ông là tác giả phần mềm diệt virus tên là D2 ra mắt năm 1992 trên môi trường MS-DOS (năm 2001 phát triển thành D32 trên Windows), một trong hai phần mềm diệt virus đầu tiên và nổi tiếng nhất Việt Nam một thời bên cạnh Bkav. Trong giới công nghệ thông tin Việt Nam giai đoạn đó, khi nhắc tới những người có tâm huyết đối với việc viết và cập nhật phần mềm chống virus máy tính, người ta hay nhắc đến câu "Nam Quang, Bắc Quảng" để nói về ông với tư cách đại diện tiêu biểu của miền Nam Việt Nam và Nguyễn Tử Quảng của miền Bắc.
Hiện nay, Trương Minh Nhật Quang công tác tại 
Đại học Kỹ thuật - Công nghệ Cần Thơ (tiền thân là Trung tâm Đại học Tại chức Cần Thơ) với cương vị phó hiệu trưởng, hội viên Hội tin học thành phố Cần Thơ.

## Tiểu sử
Tuổi thơ của Trương Minh Nhật Quang gắn bó với quê hương Hà Tiên, biên giới Tây Nam. Nhà có tám anh em trong đó Quang là anh trai trưởng. Trương Minh Nhật Quang đã trải qua một cuộc sống rất vất vả.
Tốt nghiệp phổ thông nhưng thi rớt đại học, Trương Minh Nhật Quang vừa tham gia công tác trong Đội Thanh niên xung kích của địa phương vừa tiếp tục tự ôn thi đại học và phải tới tận năm 1985, ông mới trúng tuyển Đại học Cần Thơ diện chính quy với 19,5/30 điểm. Trong quá trình học, do kết quả học tập đạt loại giỏi ở năm thứ ba, ông được nhận học bổng của Canada dành cho sinh viên Đại học Cần Thơ. Tốt nghiệp đại học với số điểm 44/50 ông xin ở lại khoa nhưng bị từ chối nên sau đó đã về công tác ở trường Phổ thông Trung học Hà Tiên.
Cuối năm 1990, ông lập gia đình. Trong khi vợ ông vẫn công tác ở Cần Thơ và lại đột ngột mắc bệnh hiểm nghèo, ông đã xin nghỉ việc để chăm sóc vợ từ Cần Thơ tới TP Hồ Chí Minh.
Nhờ có người giới thiệu, Trung tâm Đại học Tại chức Cần Thơ đã nhận Trương Minh Nhật Quang và tạo điều kiện cho ông được học Tin học theo nguyện vọng. Ông gửi vợ về sống với ba má để lên TP Hồ Chí Minh, học tin học sáu tháng ở Trung tâm của Đại học Kinh tế TP Hồ Chí Minh.
Theo Trương Minh Nhật Quang kể lại, tháng 2 năm 1992, máy tính ở cơ quan ông đang công tác xuất hiện một đồng hồ nhỏ trên màn hình. Biết máy bị nhiễm virus, ông lao vào nghiên cứu ngôn ngữ Assembly để viết chương trình diệt. Sau bốn tháng nghiên cứu, ông đã biên dịch thành công chương trình chống virus Dir2/FAT. Do nghe nhầm tên virus, ông đã đặt tên cho sản phẩm đầu tay của mình là "D2". Về sau vì muốn giữ lại tên gọi đầu tiên, ông chỉ giải thích đơn giản D2 là "Detect and Destroy Viruses" (Tìm và Diệt Virus).
Năm 1995, ông thi đậu vào khóa đầu tiên của Viện Tin học Pháp ngữ (IFI) ở Hà Nội. Đến năm 1998, ông được mời báo cáo tại Hội nghị Công nghệ Thông tin các nước ASEAN tổ chức ở Hà Nội. Sau đó năm 1999, ông có dịp báo cáo đề tài "Nhận dạng virus lạ" ở hội nghị Quốc tế về Công nghệ thông tin Tiên tiến do Hàn Quốc tổ chức.
Khi Windows trở thành hệ điều hành phổ biến dần, và đặc biệt với sự xuất hiện của Windows 2000 đặt dấu chấm dứt sự thống trị của hệ điều hành MS-DOS, các chương trình chạy trên nền tảng Windows được ưu tiên phát triển hơn. Sau một thời gian nghiên cứu, kế thừa ứng dụng D2 trước đó, vào đầu tháng 2 năm 2001 phần mềm mới chống virus trên Windows của Trương Minh Nhật Quang đã hoàn tất với tên D32. Ngoài thay đổi môi trường ứng dụng, tên gọi và thuật toán của chương trình cũng thay đổi thành "D32 Diagnose and Destroy Computer Viruses for Windows 32" (D32 Chẩn đoán và diệt virus máy tính trên Windows 32-bit). Phần mềm ra mắt mọi người vào ngày 20 tháng 2 năm 2001, trở thành phần mềm diệt virus đầu tiên của Việt Nam chạy trên nền tảng hệ điều hành Windows.
Tháng 2 năm 2009, Trương Minh Nhật Quang bảo vệ thành công luận án tiến sĩ cấp nhà nước với đề tài "Tiếp cận máy học và hệ chuyên gia để nhận dạng, phát hiện virus máy tính" thuộc chuyên ngành Đảm bảo toán học cho máy tính và hệ thống tính toán.
Hiện nay, Trương Minh Nhật Quang đang sống cùng vợ con ở Cần Thơ, công tác tại Đại học Kỹ thuật Cần thơ với cương vị giảng viên, phó hiệu trưởng nhà trường. Do bận bịu công việc và đời tư nên đứa con tinh thần một thời, phần mềm D32, không còn được Trương Minh Nhật Quang phát triển đều đặn như trước.

## Thành tích
- Phát triển phần mềm diệt Virus D32, một trong hai phần mềm diệt virus đầu tiên và nổi tiếng của Việt Nam.
- Năm 2003, được tạp chí eCHIP phong tặng danh hiệu Hiệp sĩ Công nghệ thông tin.
- Đăng tải một số bài báo trên tạp chí PC World Việt Nam, Tạp chí eCHIP.